# The Undead
Pour plus de détails, voir Fiche technique et Distribution.
The Undead est un film américain réalisé par Roger Corman, sorti en 1957.

## Fiche technique
- Titre français : The Undead
- Réalisation : Roger Corman
- Scénario : Charles B. Griffith et Mark Hanna
- Photographie : William A. Sickner
- Musique : Ronald Stein
- Pays d'origine : États-Unis
- Date de sortie : 1957

## Distribution
- Pamela Duncan : Diana Love / Helene
- Richard Garland : Pendragon
- Allison Hayes : Livia
- Val Dufour : Quintus Ratcliff
- Billy Barty : le diablotin
- Bruno VeSota : Scroop, l'aubergiste
- Dick Miller : Le lépreux